# Jean Borremans
Pour les articles homonymes, voir Borremans.
Jean Louis Ghislain Borremans (Braine-le-Château, le 14 mai 1911 - Bruxelles, le 8 février 1968) est un ouvrier carreleur et homme politique belge, membre du Parti communiste de Belgique.
Le député communiste Jean Borremans et Jules Vanderlinden, responsable bruxellois, sont arrêtés et envoyés en camp de concentration en avril 1941. 

## Carrière politique
- 1939 - 1949 : Représentant de l’arrondissement administratif de Nivelles
- 1946 - 1947 : Ministre des travaux publics
- 1950 - 1954 : Représentant de l’arrondissement administratif de Nivelles